# Dores do Indaiá
Dores do Indaiá is een gemeente in de Braziliaanse deelstaat Minas Gerais. De gemeente telt 14.366 inwoners (schatting 2009).

## Aangrenzende gemeenten
De gemeente grenst aan Bom Despacho, Estrela do Indaiá, Luz, Martinho Campos, Quartel Geral en Serra da Saudade.